# إلبورخ
إلبورخ Elburg  هي مدينة وبلدية بمقاطعة خيلدرلند، هولندا.

## طوبوغرافيا
خريطة طوبوغرافية هولندية لبلدية إلبورخ، يونيو 2015، (تقرأ بعد ثلاث نقرات على الخريطة).

## معرض صور

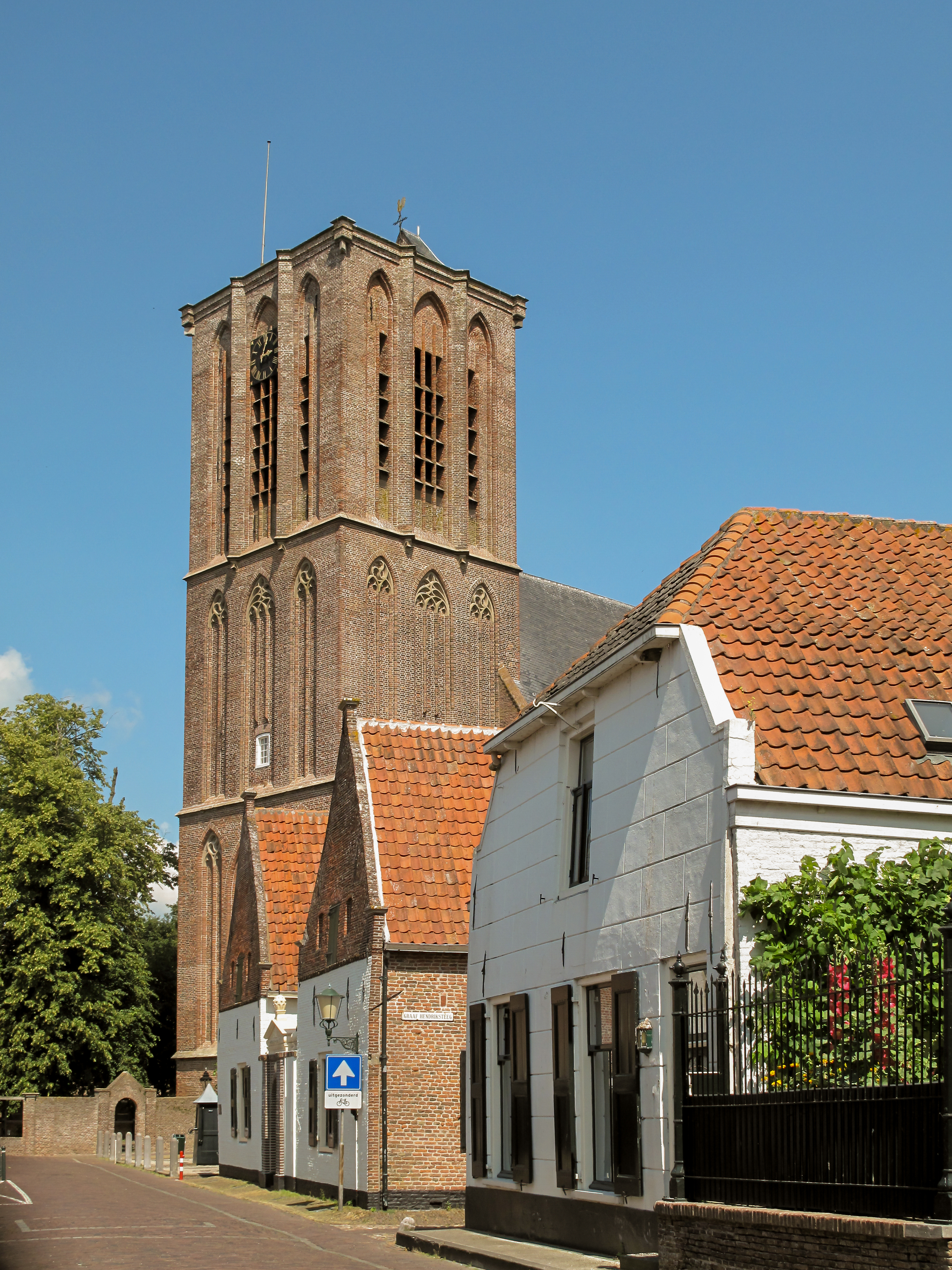
برج كنيسة (سانت نيكولاس)
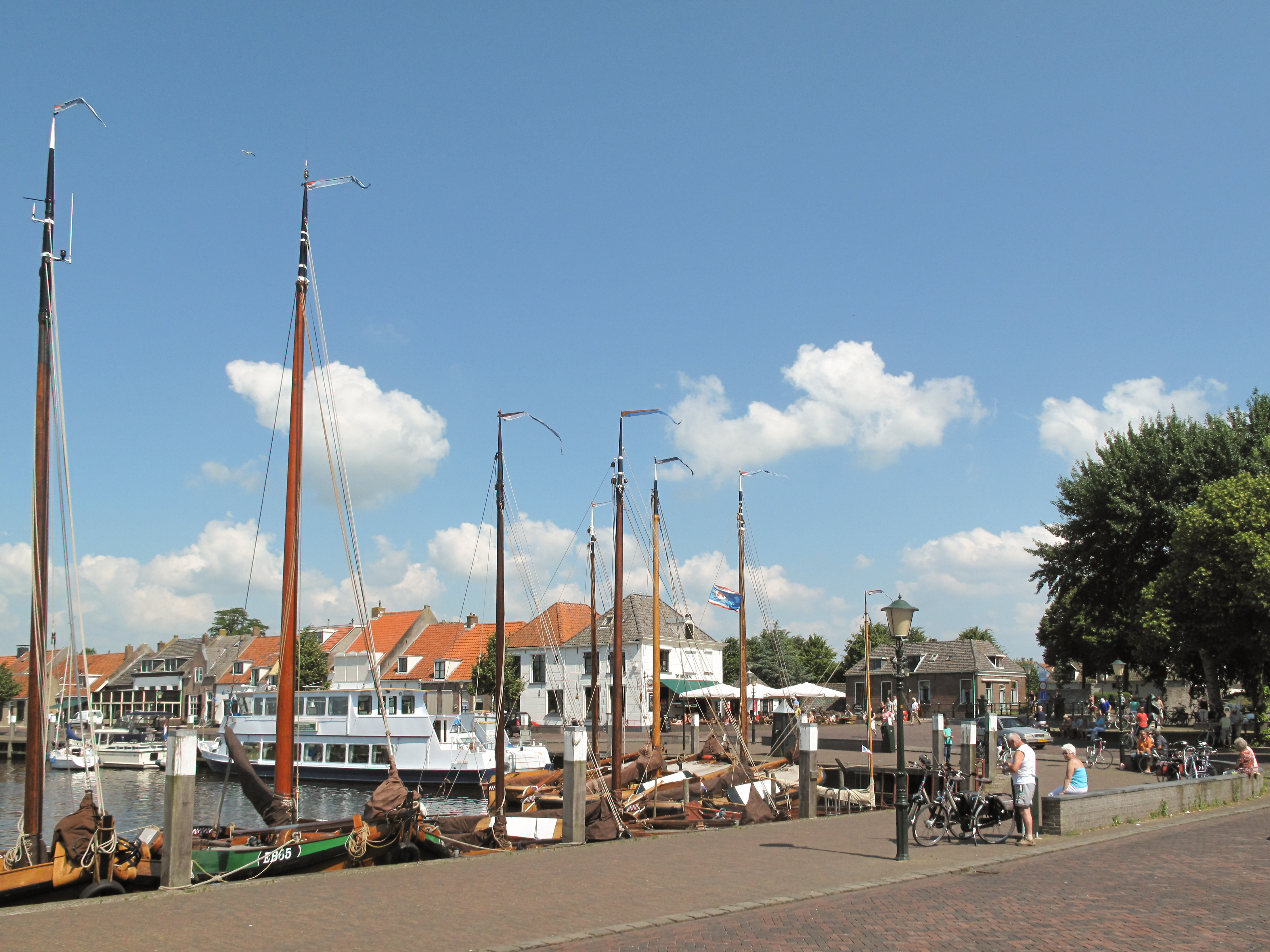
منظر للميناء
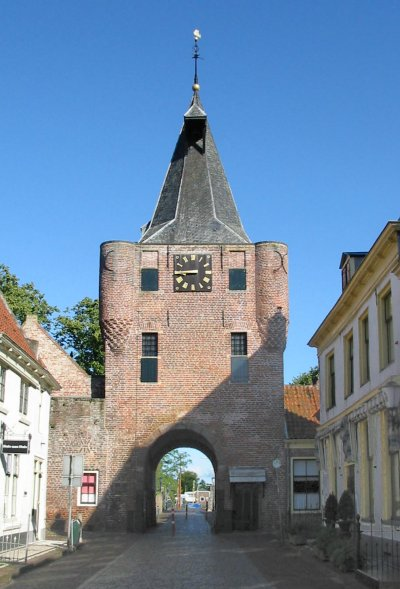
فيسبورت
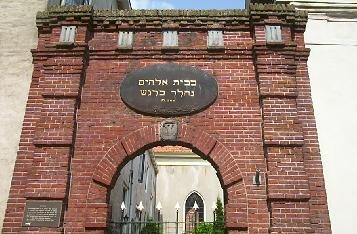
معبد يهودي في إلبورخ